# Přísečnice
Přísečnice (německy Pressnitz) byla hornickým městem v Krušných horách v okrese Chomutov. První písemná zmínka o něm pochází z roku 1335. Rozvoj města byl podmíněn těžbou železné a stříbrné rudy. Město zaniklo kvůli výstavbě přehradní nádrže Přísečnice v sedmdesátých letech dvacátého století.

## Název
Město svůj název dostalo podle potoka Přiesečná, tedy podle řeky, která teče přiesekou, přísekou. V historických pramenech se jméno vesnice vyskytuje často ve zkomolených tvarech: Presnitz (1335), zu der Bresnitz (1341), Presnicz (1352), Przesnicz (1369), Brzieznicz (1379), Prziesnicz (1384), in Bresnicz (1393), von Bresnicz (1401), Brosnicz nebo Preznicz(1405), in Pressnicz (1409), in Przesstienicz (1419), in Brissenicz (1422), in Presnicz (1424), Prziesecznicze (1431), In Przeseczniczi (1446), zradil Přísečnici (1468), w Przyseczniczy (1508), na Prziseczniczy (1529), na Przyseczniczj (1545), na všem panství Prziseczniczkym (1554), zur Presnicz (1562) od panství Pržisecžniczkeho (1605), v Pržissetniczy, a na Přísečnici (1616). Jiný výklad odvozuje název města od hydronyma breznica.

## Historie
Počátky města jsou nejasné. Okolní krajina byla lidmi využívána už v pravěku, ale nejstarším známým středověkým objektem byl výrobní areál z přelomu dvanáctého a třináctého století, který se nacházel v poloze Graukopf asi 1,5 kilometru jihovýchodně od města.

### Nejstarší dějiny
Přísečnice vznikla na významné obchodní cestě ze Saska do Čech. Cesta do Čech vedla ze saského Zwickau přes Schlettau do Přísečnice, odkud pokračovaly do českého vnitrozemí dvě větve: první vedla přes Louchov do Kadaně a druhá přes Volyni do Kralup. První písemná zmínka o Přísečnici pochází z roku 1335, kdy král Jan Lucemburský osvobodil lidi putující přes Přísečnici do Chomutova a Loun od placení cla. Podle starší literatury stávala původní Přísečnice na vrchu Kremsiger a do údolí byla přestěhována až během husitských válek. Archeologické nálezy však dokládají souběžnou existenci obou sídel od konce třináctého století do poloviny čtrnáctého století, kdy sídliště na Kremsigeru zaniklo.
Existenci stříbrných dolů v první polovině čtrnáctého století dokládá zpráva z roku 1339, kterou Jan Lucemburský se svým synem Karlem IV. rozdělili výnosy ze zdejších dolů a dalších statků. Městečko se rozvíjelo nejspíše v prostoru vymezeném kostelem svatého Mikuláše a přísečnickým hradem, jehož existence je doložena už ve čtrnáctém století. Zástavba vznikala podél komunikace, která se u kostela v místech původního tržiště rozšiřovala do náměstí zvaného Alte Ring. Na parcely domů navazoval systém lánové plužiny, který v životě středověkého města dokládá výraznou roli zemědělství.
Dne 5. října 1352 městečko Přísečnici získali od Karla IV. páni ze Šumburka. V patnáctém století bylo městečko nejméně dvakrát vypleněno. Poprvé je zpustošili Němci, kteří vtrhli do země roku 1424. Podruhé je dobyli křižáčtí žoldnéři během česko-uherské války. Obránci města se tehdy údajně stáhli do opevněného kostela svatého Mikuláše, kde se bránili, dokud jim nepřišlo na pomoc žatecké vojsko vedené Janem Hasištejnským z Lobkovic a Benešem z Veitmile.
V první třetině šestnáctého století se v Přísečnici znovu vzmáhalo hornictví, ale vrcholu dosáhlo až za Šliků, kteří panství koupili v roce 1533. Vzestupu městečka dokládá růst počtu obyvatel. Zatímco v roce 1533 v něm žilo 24 poddaných, roku 1548 to bylo přes 170. Rostoucí moc Šliků nevyhovovala králi Ferdinandovi I., který proto Přísečnici i s doly převzal, a roku 1546 povýšil na královské horní město. Zároveň mu udělil právo používat městský znak. Roku 1547 Šlikové přišli za podporu Šmalkaldského spolku i o zbytek přísečnického panství. Jeho správu poté zajišťovala královská komora, které je často zastavovala. Ochranu lesů, kterých citelně ubývalo v důsledku velké spotřeby dřeva v dolech a na stavbách, měl zajistit lesní řád vydaný císařem roku 1565.
Roku 1583 byla v Přísečnici sepsána listina, podle které v ní král Jan Lucemburský založil mincovnu. Je to nejstarší zmínka o přísečnické mincovně a další nepřímé zmínky pochází až z osmnáctého, devatenáctého a dvacátého století. Vzhledem k odlehlosti Přísečnice, centralizaci výroby mincí Václavem II. do kutnohorského Vlašského dvora a pozdním zmínkám je pravděpodobné, že v Přísečnici neexistovala skutečná mincovna, ale pouze místo, kde se u hranic měnily mince, popř. skladovalo surové hutní stříbro.

### Sedmnácté století

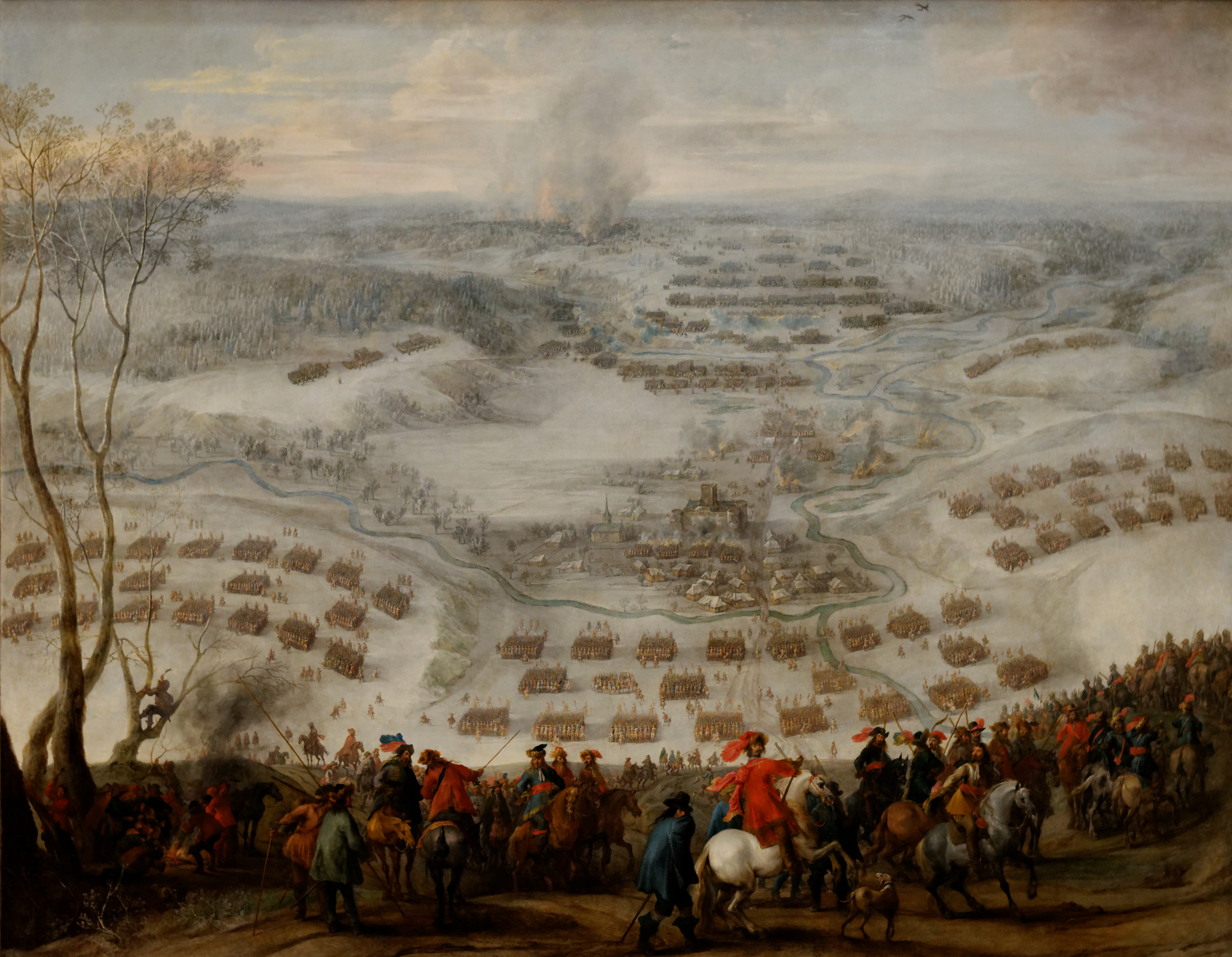
Pieter Snayers: Bitva u Přísečnice roku 1641

V roce 1617 se město vykoupilo ze svých poddanských povinností vůči přísečnickému panství, ale brzy jej těžce postihly události třicetileté války a proces rekatolizace, který vedl k vlně emigrace. Krajinou často procházela císařské i švédská vojska, která pustošila široké okolí. Při vpádu Švédů vedených generálem Johanem Banérem v roce 1639 vnikl 11. března jeden z jeho oddílů do města, kde vojáci vyrabovali všechny domy a mnoho jejich obyvatel zbili. Některé ženy řádění vojáků nepřežily. Švédové odnášeli především peníze, oblečení a odvedli také všechny koně. Kromě toho požadovali výkupné ve výši 500 tolarů, ale nakonec se museli spokojit pětinou uvedené částky. Poté propustili zajatého faráře, ale za místního kováře požadovali další výkupné.
Při ústupu do Saska před početnější císařskou armádou, zamířil generál Banner do přísečnického průsmyku a nechal během bitvy u Přísečnice v březnu 1641 město vypálit. Dne 10. května, krátce po této události, čtyřicetipětiletý Banner zemřel. Po bitvě byla k obraně tzv. přísečnického průsmyku postavena dvě dřevohlinitá opevnění bráněná 35 mušketýry z Chomutova, Žatce a Kadaně. První se nacházelo severně od Vejprt nad zaniklou továrnou Blechhammer a druhé stálo poblíž samotné Přísečnice. Mušketýři v srpnu 1644 vpadli do města a zabili čtyři osoby. Město utrpělo také v lednu 1643, kdy tudy Švédové vpadli do Kadaně a znovu v prosinci 1644, kdy při obraně padlo 17 mušketýrů. Obě zmíněná opevnění v roce 1645 dobyla vojska švédského generála Torstensona, který je nechal zbořit a spálit. Město postihly další průchody vojsk a naposledy bylo během třicetileté války vyrabováno švédským vojskem v roce 1648.
Podle berní ruly z roku 1654 ve městě zůstalo 173 obydlených a čtyřicet pustých usedlostí. Dalších 23 jich bylo v nejasném stavu a 22 pustých domů obývali poddaní bez pozemkového majetku. Ve městě bylo 67 potahů, 188 krav, 155 jalovic, 68 koz, 48 prasat a osm ovcí. Přibližně 60 % dobytka vlastnili řemeslníci, kteří zároveň obdělávali 64 % zemědělské půdy (celkem k městu patřilo 501 strychů půdy). Úpadek hornictví během třicetileté války dokládá nízký počet horníků, kterých bylo ve městě pouze pět. K nevýrobním povoláním patřili jen výběrčí daní, dvorský myslivec a důchodní písař. Řemeslná výroba se zaměřovala na místní trh a někteří řemeslníci se sdružovali do pekařského, řeznického nebo ševcovského cechu.

### Osmnácté století
Na počátku osmnáctého století došlo v malé míře na krátkou dobu k obnově těžby stříbra. V polovině 18. století hornictví zaniklo a ve městě se rozšířilo paličkování krajek a objevovaly se první putovní kapely. Za sedmileté války byla ve městě ubytována pruská i císařská vojska. V roce 1759 vypukl v Přísečnici rozsáhlý požár, při kterém shořela fara, radnice a mnoho domů. Poškozen byl také farní kostel Nanebevzetí Panny Marie, takže jeho funkci načas převzal hřbitovní kostel svatého Mikuláše. Obnovu města usnadnilo dřevo z okolních lesů, které dostávali měšťané zdarma.
Koncem osmnáctého století se výrobou krajek živilo třináct mistrů a 365 krajkářek. Na polích se pěstovaly brambory, zelí, oves a len, který ve městě zpracovávalo osmnáct tkalců. Později však pěstování lnu ustalo v důsledku dovozu levného lněného zboží z Anglie.
Ve čtyřicátých letech devatenáctého století patřilo okolí Přísečnice k regionům nejvíce postiženým nedostatkem potravin. Zejména na přelomu let 1842 a 1843 došlo k neúrodě brambor, která vedla k růstu cen potravin. Zásoby vlastních potravin lidé brzy vyčerpali a jídlo na trhu si nemohli dovolit, protože cena pětiliberního chleba dosáhla až 45 krejcarů, což představovalo týdenní výdělek krajkáře nebo tkalce. Tvrdá zima navíc znemožnila účinné zásobování. Obchodníci přesto vyváželi obilí do Saska, což vedlo obyvatele Přísečnice, Vejprt a okolních vesnic k přepadávání formanských vozů, na kterých se obilí vozilo. Strádání horalů se snažily zmírnit dobročinné spolky a zemská vláda, ale dávky potravin rozdělované jednotlivým rodinám byly jen nárazové a velmi malé, a nedokázaly tíživou situaci vyřešit v delším časovém měřítku.

### Devatenácté století

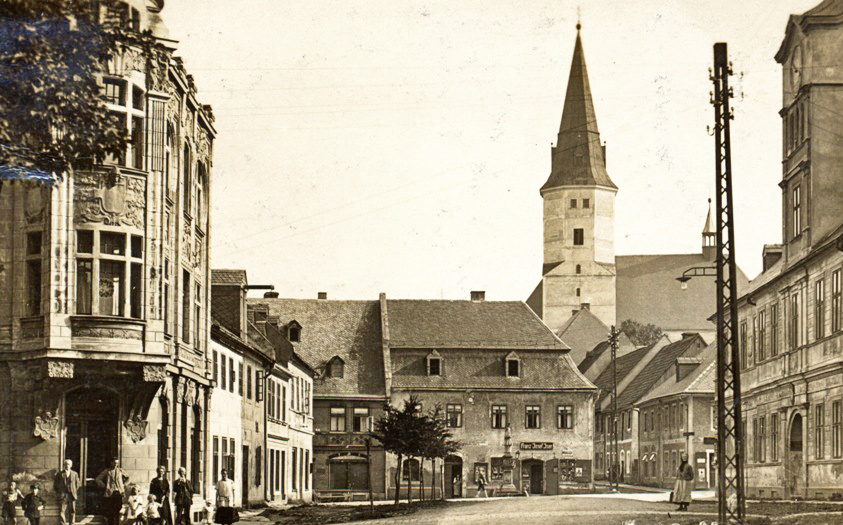
Náměstí

Roku 1811 město postihl další požár, který zničil většinu ze čtyř set domů. Stát jich zůstalo jen 66. Aby si lidé zajistili obživu, mnoho z nich odešlo spolu s cestovními kapelami, které si vydělávaly hraním v lázeňských městech, na výstavách nebo při jiných událostech a na svých cestách se dostaly mimo jiné do Haliče, Ruska, Egypta a Singapuru. Vrcholu své slávy kapely dosáhly v osmdesátých letech devatenáctého století a konec jejich činnosti způsobila první světová válka.
V roce 1832 koupila přísečnické panství hraběnka Gabriela Buquoyová, označovaná jako anděl Krušnohoří. Pomáhala lidem tím, že od nich vykupovala krajky. V letech, kdy zavládl ve městě hlad byly na zámku rozdělovány potraviny, oblečení a houně. Nechala upravit Přísečnický potok, aby se po něm mohlo plavit dřevo. Dala také vybudovat silnice z Přísečnice do Kalku a do Kovářské.[zdroj⁠?!]
Když se ve druhé polovině devatenáctého století plánovala stavba železnice z Chomutova do Vejprt, vedení města ji odmítlo. Nejbližší stanicí se tak stalo nádraží v Rusové, které bývalo v zimě často obtížně přístupné. Plánovaná trať z Rusové do Kryštofových Hamrů nebyla postavena a absence napojení na železnici se později podílela na postupném úpadku města.
K drobným přísečnickým podnikům ve druhé polovině patřily tři mlýny, dva pivovary, pila s výrobnou šindelů, výrobna nábytku, tříslovna a dílna zaměřená na vyšívání. V letech 1851–1863 fungovala také papírna.

### Dvacáté století

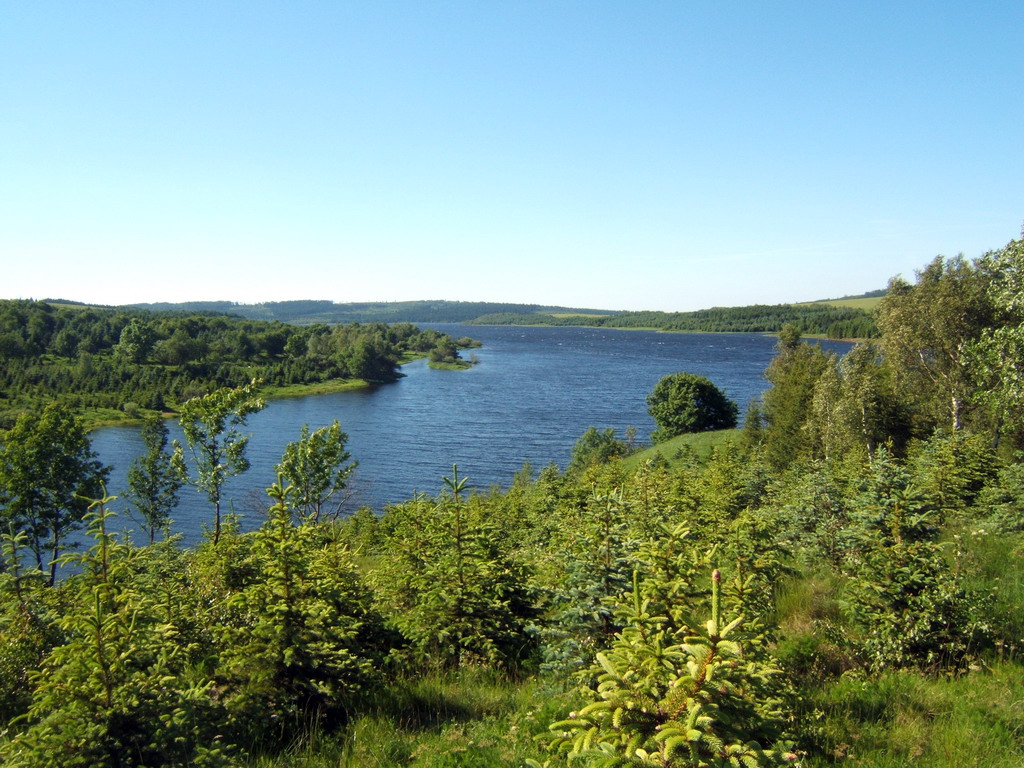
Vodní nádrž Přísečnice

První světová válka vedla k velkému nedostatku potravin. Horské oblasti s málo úrodnou půdou, které byly závislé na zásobování z úrodnějších oblastí, trpěly nedostatkem jídla více než jiné. V roce 1917 byl na Přísečnicku jedinou snadno dostupnou potravinou tuřín, ze kterého se pekl i chléb. Jedním ze způsobů jak zajistit potraviny alespoň dětem se stala dobročinná akce Dítě jako host vyhlášená roku 1917 císařem Karlem I. V rámci akce bylo dvě stě dětí z přísečnického okresu za doprovodu učitelů 18. června 1918 odvezeno vlakem do Uher. Tam strávily několik týdnů na statcích s dostatkem jídla. V samotném městě od února do listopadu 1918 fungovaly tzv. válečné kuchyně. Za dobu jejich fungování bylo vydáno 71 400 porcí jídla, které byly nejchudším lidem rozdávány zdarma a bohatší platili podle zámožnosti 25 nebo 50 haléřů.
Po první světové válce skončila domácí výroba krajek a jejich výroby převzaly menší textilní továrny, které kromě krajek vyráběly punčochy, prádlo, zástěry, pletené zboží a záclony. Mimo drobný průmysl lidé provozovali řemesla nebo pracovali v zemědělství, v lesích nebo na úřadech. Část příjmů pocházela z cestovního ruchu, protože se město stalo vyhledávaným letoviskem.
Během druhé světové války byl poblíž firmy Elektrochema zřízen malý zajatecký tábor. Po odsunu německého obyvatelstva se město nepodařilo zcela dosídlit, a počet obyvatel klesl na třetinu předválečného stavu.
Začátkem sedmdesátých let dvacátého století bylo rozhodnuto o stavbě přísečnické přehrady, která vedla k postupné demolici města a zatopení jeho území. Stavební uzávěra ve městě byla vyhlášena v roce 1965, ale obyvatelé předpokládali, že ke stavbě nedojde. Argumentovali slabými zdroji vody nebo možností ztrát vody v historických dolech. Výstavbu nakonec prosadil chomutovský okresní národní výbor, podle kterého byla nutná kvůli plánovanými demolicím vesnic v důsledku rozšiřování hnědouhelných lomů. Přípravné práce na vybudování přehrady začaly v roce 1969.
Poslední stojící domy na náměstí byly použity jako kulisy pro německý film Traumstadt (režie Johannes Schaaf), který byl natočen na motivy románu Země snivců Alfreda Kubina, a v přímém přenosu roku 1973 odstřeleny.

### Hornictví
První zmínka o stříbrných dolech v Přísečnici je ze čtrnáctého století, postupně se zde kromě rud stříbra dobývaly také rudy s obsahem arsenu, kobaltu, niklu, bismutu a v menším měřítku také mědi. Z poloviny patnáctého století se dochovaly zprávy o hamrech pánů ze Šumburka. Roku 1459 získali majitelé panství Lobkovicové horní privilegia na dolování v třímílovém okolí Hasištejna, do kterého spadala i Přísečnice. V roce 1490 je v Přísečnici doložena sklářská huť. Ve čtrnáctém století se městské doly nacházely podél Střelnického potoka, kde se dochovaly odvaly a zavalená ústí štol. Zpracování rud v probíhalo na pravém břehu Přísečnice a jihozápadně od kostela svatého Mikuláše.
V průběhu doby docházelo k výkyvům v intenzitě dolování: nejúspěšnějším obdobím bylo 16. století. V první polovině sedmnáctého století se začínaly projevovat obtíže způsobené dlouhým provozem dolů. Ty totiž pronikly do značné hloubky a dosáhly až na úroveň odvodňovací dědičné štoly Dům rakouský, takže bylo nutno počítat s dodatečnými náklady na odvodňování. Po třicetileté válce byly obnovovány již jen doly s dostatečně bohatými rudami. Dědičná štola v té době dosahovala délky 3 600 metrů. Od poloviny sedmnáctého století byla spolu s odbočkami ražena na náklady krále, který si nechával polovinu získaného stříbra a veškerou železnou rudu. Přestože bylo nacházeno mnoho stříbrných ložisek, soukromníci nebyli ochotni otevírat nové doly a král na ně neměl prostředky. Jediným těžařem byla obec, která aby nepřišla o status horního města, provozovala doly Tři labutě a Požehnání boží, přičemž druhý z nich byl roku 1661 opuštěn. V roce 1687, kdy se těžilo jen v dole Nebeské vojsko, bylo získáno jen okolo 21 kg stříbra.
K oživení hornické činnosti došlo až na počátku 18. století, kdy bylo otevřeno čtrnáct dolů, které v letech 1711 a 1712 dohromady vyprodukovaly 188 kg stříbra. Již ve dvacátých letech však došlo k výraznému propadu těžby a v roce 1771 byla zrušena městská tavicí huť a zůstával otevřen pouze důl Maria Kirchenbau. Dědičná štola Dům rakouský byla rozšířena o odbočku Lederburská čelba, která odvodňovala železnorudné doly u Mezilesí. Nevelké pokusy o obnovení dolování proběhly v roce 1812 (důl Josef na Heegbergu) a ještě později v letech 1881–1885, ale skončily zcela neúspěšně.

## Obyvatelstvo
Při sčítání lidu v roce 1921 zde žilo 2632 obyvatel (z toho 1199 mužů), z nichž bylo 29 Čechoslováků, 2541 Němců a 62 cizinců. Kromě 74 evangelíků, jednoho žida, jednoho příslušníka nezjišťovaných církví a jednoho člověka bez vyznání patřili všichni k římskokatolické církvi. Podle sčítání lidu z roku 1930 mělo město 2606 obyvatel: sto Čechoslováků, 2450 Němců, dva příslušníky jiné národnosti a 54 cizinců. Kromě římskokatolické většiny zde žilo šedesát evangelíků, osm členů církve československé, tři příslušníci nezjišťovaných církví a 31 lidí bez vyznání.
|           | 1869 | 1880 | 1890 | 1900 | 1910 | 1921 | 1930 | 1950 | 1961 | 1970 | 1980 | 1991 | 2001 | 2011 |
| --------- | ---- | ---- | ---- | ---- | ---- | ---- | ---- | ---- | ---- | ---- | ---- | ---- | ---- | ---- |
| Obyvatelé | 2988 | 3487 | 3433 | 4080 | 3668 | 2632 | 2606 | 731  | 660  | 395  | .    | .    | 4    | 3    |
| Domy      | 425  | 439  | 448  | 451  | 432  | 430  | 435  | 489  | 208  | 107  | .    | .    | 3    | 2    |

## Obecní správa
Po zrušení patrimoniální správy se město stalo obcí v okrese Kadaň. V období od 1. října 1906 do 31. prosince 1942 Přísečnice byla okresním městem okresu Přísečnice a po jeho zrušení byla znovu začleněna do okresu Kadaň. Po roce 1960 patřila do okresu Chomutov. Úředně byla obec zrušena k 30. červnu 1974 a její území bylo přičleněno k obci Kryštofovy Hamry. V letech 1961–1974 k obci patřily části obce Dolina, Kotlina, Kryštofovy Hamry, Mezilesí, Rusová a v letech 1961–1967 také Venkov.
V obecních volbách v květnu 1938 zvítězila se ziskem 94,46 % hlasů (29 z 30 mandátů) Sudetoněmecká strana.

### Znak
Císař a český král Ferdinand I. udělil v roce 1546 městu znak. Ve znaku je vykořeněná jedle, na jejím kmenu je štítek a v něm hornická kladívka, špičák a mlátek. Z boku štítku vychází zlatočerná stuha. Štítek je červený se stříbrným břevnem.

## Školství
Na počátku devatenáctého století byla v Přísečnici otevřena krajkářská škola. Po roce 1900 ve městě byla mateřská, obecná a měšťanská škola, na které navazovala pokračovací živnostenská škola. Česká škola byla otevřena roku 1925. Svůj odbor zde měla Národní jednota severočeská.

### Hudební škola
První soukromou hudební školu pro smyčcové nástroje založil v roce 1882 Wilhelm Rauscher. V roce 1896 tuto školu převzalo město. Cílem školy bylo vychovávat schopné orchestrální hudebníky. Minimální věk pro přijetí do hudební školy byl 10 let. Osvědčení o absolutoriu umožňovalo žákům vstup na konzervatoře v Německu i v zahraničí. Za třicet let trvání do roku 1926 vyškolili učitelé na 4000 žáků. V pondělí 28. července v roce 1902 byla projednávána na sněmu království Českého žádost města Přísečnice o navýšení dotace pro hudební školu z 2000 K na 4000 K. Poslanec Pacher upozornil na skromné životní příležitosti v jeho poslaneckém obvodu Vejprty a Přísečnice. Uvedl, že instituce hudební školy vychovává žáky nejen teoreticky, ale i hudebníky z povolání. Škola potřebuje, podle jeho slov, přijmout ještě dva učitele, aby byla zajištěna kvalitní a plnohodnotná výuka. Ve městě bylo také muzeum, kde byly vystaveny dárky a suvenýry, které přivezli za svých cest místní hudebníci. Staré hornické město časem získalo čestný titul město hudby.[zdroj⁠?!]

## Pamětihodnosti

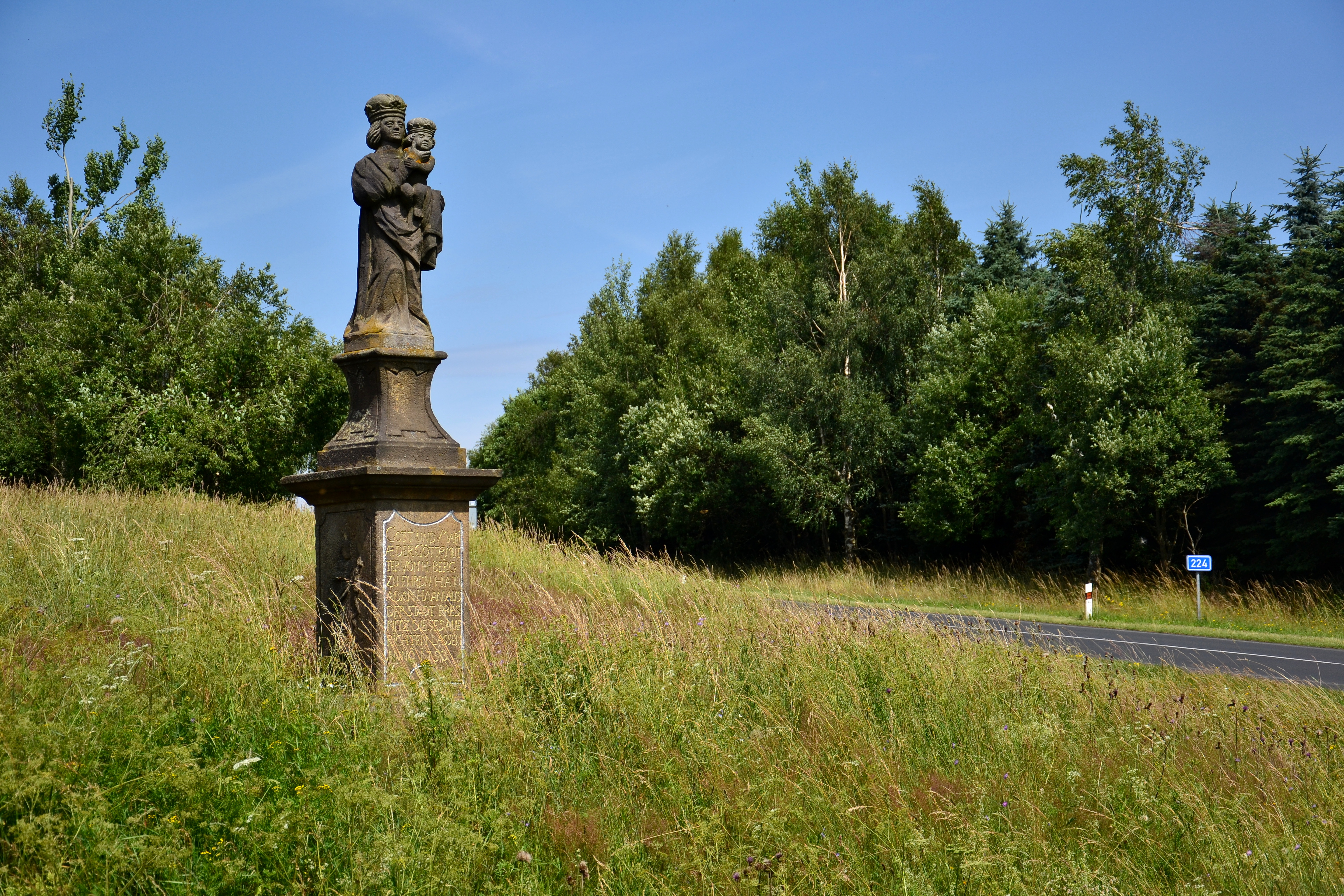
Socha Panny Marie u křižovatky silnice II/223 a II/224

Významnými památkami byl barokní přísečnický zámek, kostel Nanebevzetí Panny Marie a kostel svatého Mikuláše (oba gotického původu). Kromě nich ve městě stávala prostá pozdně barokní fara ze druhé poloviny osmnáctého století a v západní části náměstí empírová radnice z doby po roce 1826. V několika domech se až do dvacátého století dochovaly gotické portály a renesanční výzdoba. K menším památkám patřil barokní mariánský sloup z roku 1699 na náměstí (přestěhován do Klášterce nad Ohří), sloup Nejsvětější Trojice z roku 1714 u kostela Nanebevzetí Panny Marie a socha svatého Floriána u zámeckého parku. Sloup i socha byly přestěhovány k vejprtskému kostelu Všech svatých. U kostela svatého Mikuláše býval ještě sloup s Pietou z roku 1726, který stojí u vstupu na vejprtský hřbitov.

## Rodáci
- Josef Hager (1726–1781), malíř
- Richard Markgraf (1869–1916), amatérský paleontolog, objevitel dinosauřích rodů Spinosaurus a Carcharodontosaurus[33]
- Eugen Sänger (1905–1964), letecký a kosmický inženýr, první prezident mezinárodní astronautické federace (International Astronautical Federation) od roku 1951[34]